# Дубровин, Николай Фёдорович
Никола́й Фёдорович Дубро́вин (1837, Псковская губерния — 1904, Санкт-Петербург) — русский историк, академик, генерал-лейтенант Русской императорской армии.
Его брат, Павел Фёдорович Дубровин (1839—1890).

## Биография
Родился в селе Корытово (Великолукский уезд, Псковская губерния) в семье, происходившего из старинного дворянского рода, Фёдора Николаевича Дубровина (1803—?), несколько лет прослужившего на Кавказе, участвовавшего в русско-турецкой войне 1828—1829 гг. и вышедшего в отставку в 1831 году в чине поручика. Общепринята дата рождения — 26 ноября (8 декабря) 1837 года, которая приведена и в 3-м издании «Большой Советской Энциклопедии» с отсылкой к «Очеркам военной историографии России» Л. Г. Бескровного. Однако, ещё в 1904 году В. Е. Рудаков в «Историческом вестнике», указал иную дату — 2 (14) декабря 1837 года, взятую из копии метрического свидетельства архива Департамента герольдии Правительствующего сената.   
Образование получил в Полоцком кадетском корпусе (1853) и Константиновском кадетском корпусе (1856); прапорщик с 11.06.1855. Был выпущен в конно-артиллерийскую № 21 батарею с прикомандированием к Михайловской артиллерийской академии. Окончив академию, он был командирован за границу на полтора года для изучения военного дела. Затем служил в лейб-гвардии 1-й артиллерийской бригаде; прапорщик гвардейской артиллерии с 03.06.1859. В 1862 году был назначен и.д. старшего адъютанта в штабе артиллерии Отдельного гвардейского корпуса; с 1864 года — старший адъютант петербургского окружного артиллерийского управления; 30 августа 1868 года за отличие был произведён в полковники и 17 марта 1869 года был прикомандирован к Главному штабу (с зачислением по гвардейской пешей артиллерии) для военно-исторических работ; 30 августа 1878 года произведён в генерал-майоры. За сочинение «Закавказье от 1803-1806 года» в 1871 году был награждён орденом Св. Владимира 4-й степени.
В 1882 году стал членом Военно-учёного комитета при Главном штабе; 30 августа 1888 года произведён в генерал-лейтенанты.
В 1886 году был избран адъюнктом, а в 1890 году — экстраординарным академиком Академии наук; с 1893 года — её учёный секретарь; в 1900 году был избран ординарным академиком по историко-филологическому отделению. 
Научно-литературная деятельность Дубровина началась повестью «Ум для света» (напечатана в 1859 году в журнале «Рассвет») и статьями в «Артиллерийском журнале». Затем он посвятил себя изучению, главным образом, русской военной истории, впервые дав, на основании архивных материалов, описание войны 1812 года, Кавказской и Крымской войн. Одним из первых его исторических трудов была монография, напечатанная в «Русском вестнике» (1863. — Т. XLVI. — № 7-8) «Сербский вопрос в царствование Александра I». 
Согласно известному военному историку Л. Г. Бескровному:
Н. Ф. Дубровин занимает особое место среди военных историков второй половины XIX века. По существу, он не примыкает ни к одному из течений, определившихся в военно-исторической науке того времени. Круг интересов Н. Ф. Дубровина обширен. Он занимается не только вопросами военной истории, но также истории дипломатии и внутренней политики России.

### Главные труды по военной истории
- Закавказье от 1803-1806 года / [Соч.] Н. Дубровина. — СПб.: Тип. департамента уделов, 1866. — [4], IV, 542 c., [4] л. к.
- Георгий XII, последний царь Грузии и присоединение ее к России / [Соч.] Н. Дубровина. — СПб.: Тип. Деп. уделов, 1867. — VI, [2], 245 с.
- Дубровин Н. Ф. История войны и владычества русских на Кавказе : Т. 1-6. — СПб., 1871-1888. Также доступна на сайте ГПИБ.

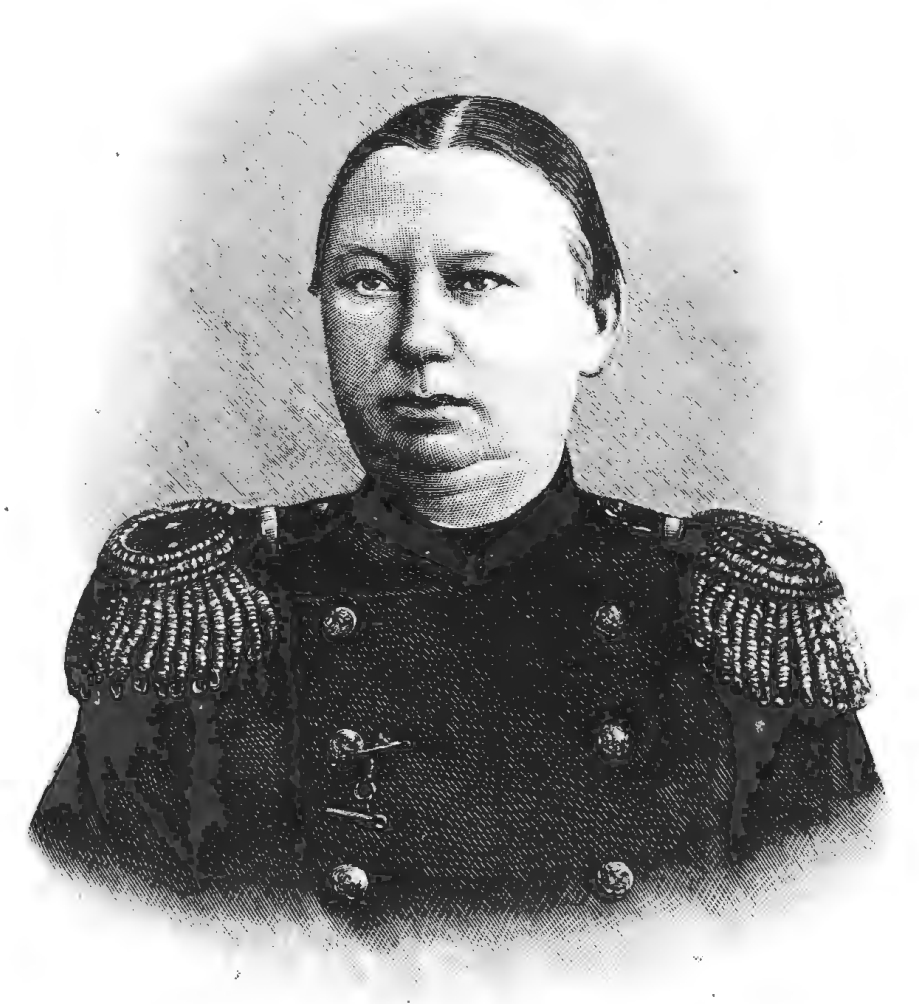
Николай Фёдорович Дубровин

  - Дубровин Н. Ф. История войны и владычества русских на Кавказе : Т. 1-6. — М.: Центрполиграф, 2019.

- Присоединение Крыма к России : рскрипты, письма, реляции и донесения. — СПб., 1885-1889.. Также доступна на сайте ГПИБ.
- А. B. Суворов среди преобразователей екатерининской армии, 1886.
- Отечественная война в письмах современников. (1812—1815 гг.) / Н. Дубровин. — СПб.: [Тип. Имп. акад. наук], 1882. — XXIV, 691 с. — Прилож. к 43-му т. Записок имп. Акад. наук ; №1.
- История крымской войны и обороны Севастополя, Т. 1-3. 1900. Также доступна на сайте ГПИБ.

### Труды о России XVIII—XIX веков
Много данных собрал Дубровин и для характеристики русского общества в конце XVIII и начале XIX веков, в работах:
- Пугачев и его сообщники : [В 3-х т.]. - СПб., 1884. Также доступна на сайте ГПИБ.
- Наши мистики-сектанты
- Русская жизнь в начале XIX столетия

### Биографии и статьи
В «Военном сборнике», «Русском вестнике», «Отечественных записках» и особенно в журнале «Русская старина», в редактировании и хозяйственных делах которого Дубровин с 1896 года принимал близкое участие, им был помещён ряд блестящих характеристик русских государственных и общественных деятелей: Суворова, князя А. А. Прозоровского, князя П. М. Волконского, князя П. И. Шаликова и других. Им же написана Биография Н. М. Пржевальского. Дубровин также издал:
- Доклады и приговоры Правительства Сената при Петре Великом,
- Протоколы, журналы и указы Верхнего Тайного Совета в Сборнике Русского исторического общества.
- Сборник исторических материалов, извлеченных из архива Собственной Е. И. В. канцелярии и многое другое.

## Награды
- орден Святого Станислава 3-й степени (1864)
- орден Святой Анны 3-й степени (1864)
- бриллиантовый перстень (1866)
- орден Святого Станислава 2-й степени (1868)
- орден Святого Владимира 4-й степени (1871)
- Монаршее благоволение (1873)
- орден Святой Анны 2-й степени (1875)
- орден Святого Владимира 3-й степени (1883)
- орден Святого Станислава 1-й степени (1887)
- орден Святой Анны 1-й степени (1891)
- орден Святого Владимира 2-й степени (1895)
- орден Белого орла (1900)